# ایستگاه اوفونا
ایستگاه اوفونا (به ژاپنی: 大船駅 Ōfuna-eki) یک ایستگاه قطار است که در شهر کاماکورا در استان کاناگاوا واقع شده است و توسط شرکت راه‌آهن شرق ژاپن اداره می‌شود.

## نگارخانه

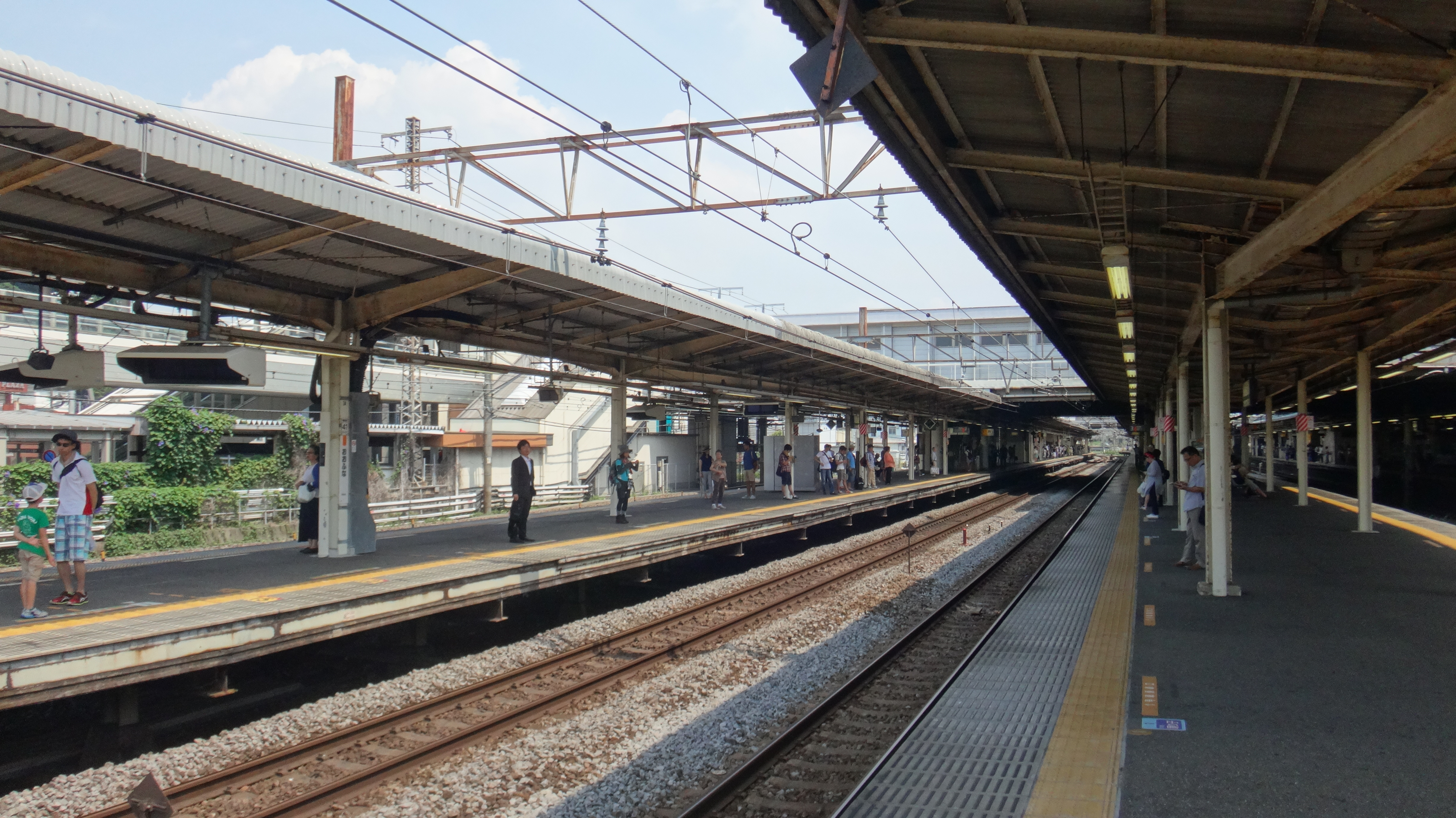
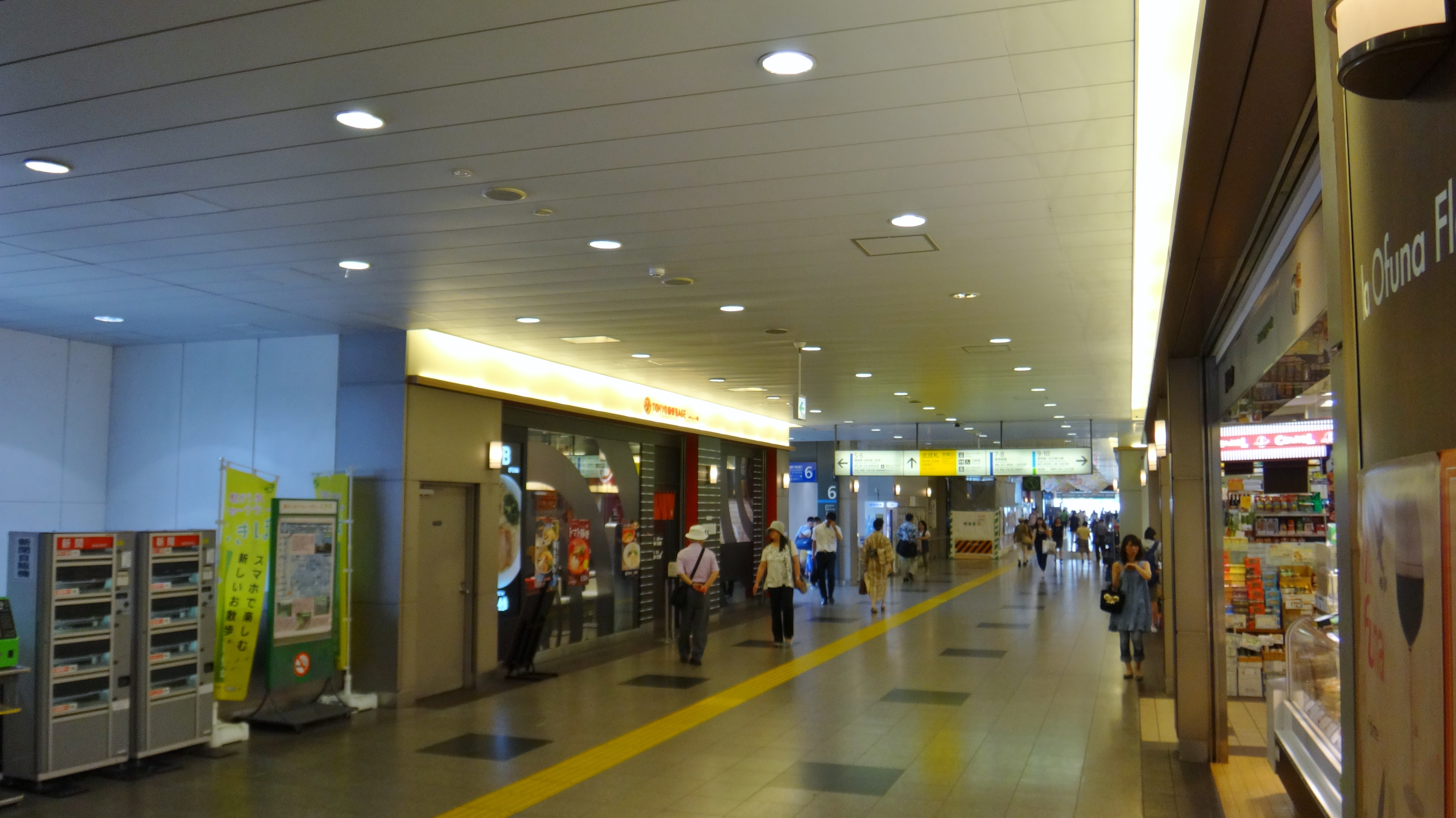